# 니시스가모역
니시스가모역(일본어: 西巣鴨駅, にしすがもえき)은 일본 도쿄도 도시마구에 있는 철도역이다.

## 역 구조
섬식 승강장 1면 2선의 지하역. 에스컬레이터와 엘리베이터가 설치되어 있다.
승강장의 스가모 방향에는 계단의 몸체가 있지만 현재는 벽으로 덮여 있고, 개찰구의 기능도 하지 않는다.

### 승강장
| 1 | 도영 지하철 미타 선 | 오테마치・메구로・히요시 방면 |
| 2 | 도영 지하철 미타 선 | 니시타카시마다이라 방면       |

## 역 주변
- 도덴 아라카와 선 신코신즈카 역 - 약 250m 남동쪽 위치, 도보로 이동하여 환승 가능.
- 다이쇼 대학
- 슈쿠토쿠 스가모 중학교・고등학교
- 국도 제17호선
- 국도 제122호선
- 수도고속 주오 환상선

### 버스 노선
가장 가까운 정류장은 "니시스가모" 이고, 도쿄 도 교통국에서 운행한다.

#### 승강장 1
- 오 40・오 55・쿠사 63・쿠사 64: 이케부쿠로역 히가시구치 행
- 쿠사 63-2: 이케부쿠로 역 히가시구치 경유 히가시이케부쿠로 1초메 행

#### 승강장 2
- 오 40: 오지역 경유 니시아라이 역 행 / 오지 역 경유 기타 차고 앞 행
- 오 55: 오지 역 경유 신덴 1초메 행
- 심야 02: 오지 역 경유 도시마 5초메 단지 행
- 쿠사 64: 오지 역・오쿠 역 경유 아사쿠사카미나리몬미나미 행

#### 승강장 3
- 쿠사 63: 스가모 역・니시닛포리역 경유 아사쿠사고토부키초 행 / 고간지 행
- 쿠사 64: 고간지 행

## 역사
- 1968년 12월 27일: 영업 개시.
- 1978년 7월 1일: 6호선을 미타 선으로 노선명 변경.

## 인접역
| 도쿄 도 교통국 미타 선  | 도쿄 도 교통국 미타 선 | 도쿄 도 교통국 미타 선                  |
| ----------------------- | ---------------------- | --------------------------------------- |
| I 15 스가모 메구로 방면 | 미타 선                | 신이타바시 I 17 니시타카시마다이라 방면 |